# 单寨乡
单寨乡，是中华人民共和国山西省忻州市河曲县下辖的一个乡镇级行政单位。2021年5月，撤销前川乡，将前川、星佐、沙坡、夺印4个村委会划归单寨乡管辖。

## 行政区划
单寨乡下辖以下地区：
单寨村、龙脑角村、西坡村、狄家洼村、东火山村、太子店村、水沟村、文武坡村、团峁村、新林村、上打回头村、下打回头村、王龙家咀村、石板沟村、阳漫梁村、前石板沟村、神堂峁村、红崖峁村、马束坪村、草家坪村、窑峪村、瓦窑坡村、沙宅村、高家寨村、紫河村、胡家坪村和东会村。